# Premi Oscar 1970
La 42ª edizione della cerimonia di premiazione dei Premi Oscar si è tenuta il 7 aprile 1970 a Los Angeles, al Dorothy Chandler Pavilion.

## Vincitori e candidati
Vengono di seguito indicati in grassetto i vincitori. Ove ricorrente e disponibile, viene indicato il titolo in lingua italiana e quello in lingua originale tra parentesi.

### Miglior film
- Un uomo da marciapiede (Midnight Cowboy), regia di John Schlesinger
- Anna dei mille giorni (Anne of the Thousand Days), regia di Charles Jarrott
- Butch Cassidy (Butch Cassidy and the Sundance Kid), regia di George Roy Hill
- Hello, Dolly!, regia di Gene Kelly
- Z - L'orgia del potere (Z), regia di Costa-Gavras

### Miglior regia
- John Schlesinger - Un uomo da marciapiede (Midnight Cowboy)
- Arthur Penn - Alice's Restaurant
- George Roy Hill - Butch Cassidy (Butch Cassidy and the Sundance Kid)
- Sydney Pollack - Non si uccidono così anche i cavalli? (They Shoot Horses, Don't They?)
- Costa-Gavras - Z - L'orgia del potere (Z)

### Miglior attore protagonista
- John Wayne - Il Grinta (True Grit)
- Richard Burton - Anna dei mille giorni (Anne of the Thousand Days)
- Dustin Hoffman - Un uomo da marciapiede (Midnight Cowboy)
- Peter O'Toole - Goodbye Mr. Chips
- Jon Voight - Un uomo da marciapiede (Midnight Cowboy)

### Migliore attrice protagonista
- Maggie Smith - La strana voglia di Jean (The Prime of Miss Jean Brodie)
- Geneviève Bujold - Anna dei mille giorni (Anne of the Thousand Days)
- Jane Fonda - Non si uccidono così anche i cavalli? (They Shoot Horses, Don't They?)
- Liza Minnelli - Pookie (The Sterile Cuckoo)
- Jean Simmons - Lieto fine (The Happy Ending)

### Miglior attore non protagonista
- Gig Young - Non si uccidono così anche i cavalli? (They Shoot Horses, Don't They?)
- Rupert Crosse - Boon il saccheggiatore (The Reivers)
- Elliott Gould - Bob & Carol & Ted & Alice
- Jack Nicholson - Easy Rider - Libertà e paura (Easy Rider)
- Anthony Quayle - Anna dei mille giorni (Anne of the Thousand Days)

### Migliore attrice non protagonista
- Goldie Hawn - Fiore di cactus (Cactus Flower)
- Catherine Burns - I brevi giorni selvaggi (Last Summer)
- Dyan Cannon - Bob & Carol & Ted & Alice
- Sylvia Miles - Un uomo da marciapiede (Midnight Cowboy)
- Susannah York - Non si uccidono così anche i cavalli? (They Shoot Horses, Don't They?)

### Miglior sceneggiatura non originale
- Waldo Salt - Un uomo da marciapiede (Midnight Cowboy)
- John Hale, Bridget Boland e Richard Sokolove - Anna dei mille giorni (Anne of the Thousand Days)
- Arnold Schulman - La ragazza di Tony (Goodbye, Columbus)
- James Poe e Robert E. Thompson - Non si uccidono così anche i cavalli? (They Shoot Horses, Don't They?)
- Jorge Semprún e Costa-Gavras - Z - L'orgia del potere (Z)

### Miglior sceneggiatura originale
- William Goldman - Butch Cassidy (Butch Cassidy and the Sundance Kid)
- Paul Mazursky e Larry Tucker - Bob & Carol & Ted & Alice
- Nicola Badalucco, Enrico Medioli e Luchino Visconti - La caduta degli dei
- Peter Fonda, Dennis Hopper e Terry Southern - Easy Rider - Libertà e paura (Easy Rider)
- Walon Green, Roy N. Sickner e Sam Peckinpah - Il mucchio selvaggio (The Wild Bunch)

### Miglior film straniero
- Z - L'orgia del potere (Z), regia di Costa-Gavras (Algeria)
- La battaglia della Neretva (Bitka na neretvi), regia di Veljko Bulajić (Jugoslavia)
- I fratelli Karamazov (Bratya Karamazovy), regia di Ivan Pyriev e Mikhail Ulyanov (Unione Sovietica)
- La mia notte con Maud (Ma nuit chez Maud), regia di Éric Rohmer (Francia)
- Adalen 31 (Ådalen '31), regia di Bo Widerberg (Svezia)

### Miglior fotografia
- Conrad Hall - Butch Cassidy (Butch Cassidy and the Sundance Kid)
- Arthur Ibbetson - Anna dei mille giorni (Anne of the Thousand Days)
- Charles Lang - Bob & Carol & Ted & Alice
- Harry Stradling - Hello, Dolly!
- Daniel L. Fapp - Abbandonati nello spazio (Marooned)

### Miglior scenografia
- John DeCuir, Jack Martin Smith, Herman Blumenthal,  Walter M. Scott, George Hopkins e Raphael Bretton - Hello, Dolly!
- Maurice Carter, Lionel Couch e Patrick McLoughlin - Anna dei mille giorni (Anne of the Thousand Days)
- Robert Boyle, George B. Chan, Edward Boyle e Carl Biddiscombe - Chicago Chicago (Gaily, Gaily)
- Alexander Golitzen, George C. Webb e Jack D. Moore - Sweet Charity - Una ragazza che voleva essere amata (Sweet Charity)
- Harry Horner e Frank McKelvy - Non si uccidono così anche i cavalli? (They Shoot Horses, Don't They?)

### Migliori costumi
- Margaret Furse - Anna dei mille giorni (Anne of the Thousand Days)
- Ray Aghayan - Chicago Chicago (Gaily, Gaily)
- Irene Sharaff - Hello, Dolly!
- Edith Head - Sweet Charity - Una ragazza che voleva essere amata (Sweet Charity)
- Donfeld - Non si uccidono così anche i cavalli? (They Shoot Horses, Don't They?)

### Migliori effetti speciali
- Robbie Robertson - Abbandonati nello spazio (Marooned)
- Eugène Lourié e Alex Weldon - Krakatoa, est di Giava (Krakatoa, East of Java)

### Miglior montaggio
- Françoise Bonnot - Z - L'orgia del potere (Z)
- William Reynolds - Hello, Dolly!
- Hugh A. Robertson - Un uomo da marciapiede (Midnight Cowboy)
- William Lyon e Earle Herdan - Il segreto di Santa Vittoria (The Secret of Santa Vittoria)
- Fredric Steinkamp - Non si uccidono così anche i cavalli? (They Shoot Horses, Don't They?)

### Miglior sonoro
- Jack Solomon e Murray Spivack - Hello, Dolly!
- John Aldred - Anna dei mille giorni (Anne of the Thousand Days)
- William Edmondson e David Dockendorf - Butch Cassidy (Butch Cassidy and the Sundance Kid)
- Robert Martin e Clem Portman - Chicago Chicago (Gaily, Gaily)
- Les Fresholtz e Arthur Piantadosi - Abbandonati nello spazio (Marooned)

### Migliore colonna sonora
- Adattamento con canzoni originali

- Lennie Hayton e Lionel Newman - Hello, Dolly!
- Leslie Bricusse e John Williams - Goodbye Mr. Chips
- Nelson Riddle - La ballata della città senza nome (Paint Your Wagon)
- Cy Coleman - Sweet Charity - Una ragazza che voleva essere amata (Sweet Charity)
- John Green e Albert Woodbury - Non si uccidono così anche i cavalli? (They Shoot Horses, Don't They?)

- Drammatica

- Burt Bacharach - Butch Cassidy (Butch Cassidy and the Sundance Kid)
- Georges Delerue - Anna dei mille giorni (Anne of the Thousand Days)
- John Williams - Boon il saccheggiatore (The Reivers)
- Ernest Gold - Il segreto di Santa Vittoria (The Secret of Santa Vittoria)
- Jerry Fielding - Il mucchio selvaggio (The Wild Bunch)

### Miglior canzone
- Raindrops Keep Fallin' on My Head, musica di Burt Bacharach, testo di Hal David - Butch Cassidy (Butch Cassidy and the Sundance Kid)
- Come Saturday Morning, musica di Fred Karlin, testo di Dory Previn - Pookie (The Sterile Cuckoo)
- Jean, musica e testo di Rod McKuen - La strana voglia di Jean (The Prime of Miss Jean Brodie)
- True Grit, musica di Elmer Bernstein, testo di Don Black - Il Grinta (True Grit)
- What Are You Doing the Rest of Your Life?, musica di Michel Legrand, testo di Alan Bergman e Marilyn Bergman - Lieto fine (The Happy Ending)

### Miglior documentario
- L'amour de la vie - Artur Rubinstein, regia di Gérard Patris e François Reichenbach
- Before the Mountain Was Moved, regia di Robert K. Sharpe
- In the Year of the Pig, regia di Emile de Antonio
- Giochi olimpici (Olimpiada en México), regia di Alberto Isaac
- The Wolf Men, regia di Irwin Rosten

### Miglior cortometraggio
- The Magic Machines, regia di Bob Curtis
- Blake, regia di Bill Mason
- People Soup, regia di Alan Arkin

### Miglior cortometraggio documentario
- Czechoslovakia, 1968, regia di Robert M. Fresco e Denis Sanders
- An Impression of John Steinbeck: Writer, regia di Donald Wrye
- Jenny Is a Good Thing, regia di Joan Horvath
- Leo Beuerman, regia di Herk Harvey
- The Magic Machines, regia di Bob Curtis

### Miglior cortometraggio d'animazione
- Che strazio nascere uccelli, regia di Ward Kimball
- Of Men and Demons, regia di John Hubley
- Walking (En marchant), regia di Ryan Larkin

## Premi onorari

### Premio alla carriera
- Cary Grant per la sua padronanza unica dell'arte della recitazione cinematografica, con il rispetto e l'affetto dei suoi colleghi.

### Premio umanitario Jean Hersholt
- George Jessel